# Mohammed Kudus
Mohammed Kudus (n. 2 august 2000, Accra, Ghana) este un fotbalist ghanez, care joacă pe post de atacant la Tottenham în Premier League. Pe plan internațional, are prezențe la națională pentru Ghana U17, Ghana U20⁠(d) și Ghana.

## Carieră

### Nordsjælland
Kudus a ajuns la clubul danez Nordsjælland de la Right to Dream Academy, la care s-a alăturat la vârsta de 10 ani, în ianuarie 2018 împreună cu doi coechipieri, Ibrahim Sadiq și Gideon Mensah. 
Kudus și-a făcut debutul oficial pentru Nordsjælland la doar trei zile după ce a împlinit vârsta de 18 ani, într-o înfrângere cu 2-0 împotriva lui Brøndby IF. A jucat din primul minut ca atacant, dar a fost înlocuit la pauză. Odată cu debutul, a devenit al nouălea cel mai tânăr debutant în istoria clubului. 

### Ajax
Pe 16 iulie 2020, Kudus a fost transferat la clubul din Eredivisie, Ajax, în schimbul a 9 milioane de euro, semnând un contract de cinci ani. Și-a făcut debutul oficial pe 20 septembrie într-un meci de campionat împotriva lui RKC Waalwijk. Antrenorul Erik ten Hag l-a numit ulterior pe Kudus drept un jucător cu un „potențial incredibil”.   Și-a continuat performanțele puternice, marcând un gol și oferind trei pase decisive în primele trei apariții.  Debutul său în Liga Campionilor UEFA pentru meciul de acasă împotriva lui Liverpool din 21 octombrie 2020 a fost însă regretabil. Kudus a fost schimbat după doar șase minute, deoarece a suferit o leziune de menisc , ținându-l afară timp de câteva luni. 
Pe 7 septembrie 2022, a marcat primul său gol în Liga Campionilor într-o victorie cu 4-0 împotriva lui Rangers. 

## Carieră internațională
Din 2019, face parte din echipa națională a Ghanei și a marcat mai multe goluri. Cel mai mare moment al său a venit în meciul de la Cupa Mondială FIFA 2022 împotriva Coreei de Sud, unde a marcat 2 goluri, cimentând o victorie cu 3–2 în fața echipei adverse. 

## Palmares
Ajax 
- Eredivisie : 2020–21, 2021–22
- Cupa KNVB : 2020–21

Individual
- Talentul lunii în Eredivisie : mai 2021 [12]
- Fotbalistul străin al anului SWAG : 2021 [13]
- Echipa de tineret a anului IFFHS CAF: 2020 [14]